# Gilles Lopez
Gilles Lopez (Banyuls de la Marenda, 25 de desembre de 1965) fou un jugador de rugbi a 15 nord-català, que jugava de mig d'obertura. Ha jugat als clubs CA Brive, al SC Tulle i al Blagnac SCR.

## Biografia
Es va formar al Banyuls AO com a cadet, va fitxar pel CA Brive la temporada 1984-1985, on hi destacà com a mig d'obertura. En el començament de la temporada 1986-1987 va unir-se al SC Tulle i s'hi va quedar fins al 1989, any en què retornà al CA Brive, on s'hi va quedar fins a la temporada 1990-1991, en la que es va unir al Blagnac SCR. Es va quedar a la mateixa regió quan va fitxar per l'EV Malemort-Brive abans d'acabar reforçant l'US Souillac, en Federal 3 al començament de la temporada 1999-2000.